# جبل الجلود
جبل الجلود، اسم حي صناعي وسكني يقع بين مدينتي تونس وبن عروس. وهو إداريا مركز معتمدية تابعة إلى ولاية تونس.عدد سكانها حوالي 50.000 ساكن وتوجد به العديد من المصانع من أبرزها مصنعا الشركة التونسية للأسمدة الكيماوية والاسمنت الاصطناعي التونسي ومصنع الجعة. تمر عبر المنطقة الطريق الوطنية رقم 1 الرابطة بين العاصمة والضاحية الجنوبية والطريق السريعة تونس الحمامات. ينشط في الحي فريق اتحاد جبل الجلود الذي ينتمي إلى الرابطة الرابعة هواة في رياضة كرة القدم.